# Simpson Horror Show XXIX
Le Simpson Horror Show XXIX (France) ou Spécial d'Halloween XXIX (Québec) (Treehouse of Horror XXIX) est un épisode de la série télévisée d'animation Les Simpson. Il s'agit du quatrième épisode de la trentième saison et du 643e de la série.

## Synopsis

### Introduction
Les Simpson se rendent dans une ville sombre et mystérieuse pour qu'Homer puisse participer à un concours de mangeurs d'huîtres. Ce dernier s'avère être une ruse, mais alors qu'il est sur le point de se faire offrir en sacrifice au Dieu maléfique de l'océan Cthulhu, Homer annonce à celui-ci qu'il doit lui offrir ce concours, certifié sur le tract.
Homer et le monstre participent alors au concours qu'Homer finit par gagner.
En récompense, Homer et sa famille mangent Cthulhu, semblable à une pieuvre géante.

### Invasion des commutateurs de cosse
Lors d'une conférence de Mapple pour présenter leur nouveau téléphone portable, on découvre que le nouveau patron est en fait un extraterrestre de forme végétale. Alors que l'ensemble des Springfieldiens sont absorbés par leur smartphone, ces extraterrestres envoient une invasion de spores sur la ville, sans que les habitants s'en rendent compte. Ils sont alors tués par des plantes qui les dévorent et engendrent leur double sous forme de plante.
On découvre alors que les habitants absorbés par les plantes ont été transférés sur la planète de ces dernières pour pouvoir se séparer de leur technologie, même s'ils réussissent à dénicher des portables sur cette planète.

### MultipLisa-ty
Bart et Nelson vont dormir chez Milhouse, mais ils se réveillent tous les trois dans un endroit inconnu. Ils n'arrivent pas à se rappeler comment ils ont atterri là quand Lisa entre dans la pièce fermée à clé. Elle dit s'appeler Pénélope, mais ils se rendent vite compte qu'elle possède de multiples personnalités qui l'ont poussé à kidnapper les garçons et à les cacher dans le centre de recyclage de Springfield.
Ces multiples personnalités sont apparues lorsque Bart, avec la complicité de Milhouse et Nelson, a décidé de truquer un test de Lisa, tombé d'un paquet de feuilles de Mme Hoover, et que celle-ci lui ait mis un F.
Cependant Lisa, après les avoir menacés de mort, finit par reprendre ses esprits grâce à Bart, qui donc reste en vie. Milhouse quant à lui est transformé en bloc de papiers et Nelson est mort embroché.
C'est une parodie du film Split.

### Geriatric Park
Dans le but de se faire de l'argent, M. Burns décide de créer un "Geriatric Park" dans lequel se retrouvent les personnes âgées de Springfield, dont l'ADN a été combiné avec celui non testé de dinosaure.
En rendant visite avec sa famille à son père, Homer augmente la température dans la serre où se trouvent les personnes âgées, ce qui conduit à leur mutation en dinosaures.
Alors qu'ils deviennent agressifs, Lisa décide de parler avec son cœur à son grand-père, transformé lui aussi, ce qui va l'apaiser, ainsi que l'ensemble des autres dinosaures.

## Réception
Lors de sa première diffusion, l'épisode a attiré 2,95 millions de téléspectateurs.